# Kiki, l'amour en fête
Pour plus de détails, voir Fiche technique et Distribution.
Kiki, l'amour en fête (Kiki, el amor se hace) est un film espagnol réalisé par Paco León, sorti en 2016. Il s'agit d'un remake du film australien If You Love Me... de Josh Lawson.

## Synopsis
À Madrid, cinq couples explorent leur sexualité.

## Fiche technique
- Titre : Kiki, l'amour en fête
- Titre original : Kiki, el amor se hace
- Réalisation : Paco León
- Scénario : Paco León et Fernando Pérez
- Musique : Ale Acosta
- Photographie : Kiko de la Rica
- Montage : Alberto de Toro
- Production : Álvaro Augustin, Ghislain Barrois et Andrés Martín
- Société de production : Crea SGR, Mediaset España, Telecinco Cinema et Vértigo Films
- Pays :  Espagne
- Genre : Comédie romantique
- Durée : 102 minutes
- Dates de sortie : 
  - Espagne : 1er avril 2016
  - Suisse : 31 août 2016 (Romandie) ; 17 novembre 2016 (Suisse allemande)[1]

## Distribution
- Paco León : Paco
- Ana Katz : Ana
- Natalia de Molina : Natalia
- Álex García : Alejandro
- Belén Cuesta : Belén
- Candela Peña : Candela
- Luis Callejo : Antonio
- Mari Paz Sayago : Paloma
- Luis Bermejo : José Luis
- Maite Sandoval : Maite
- Rea Gutiérrez : Loreley
- Alexandra Jiménez : Sandra
- Javier Rey : Javier
- Yaël Belicha : Asun
- Fernando Soto : Fernando
- Lucio Baglivo : Camarero
- Sergio Torrico : Eduardo
- Manuela León : Luna
- Mariola Fuentes : Mariqui
- David Mora : Rubén
- Aixa Villagrán : Aixa
- Blanca Apilánez : la gynécologue
- Josele Román : elle-même
- Fernando Estrella : lui-même

## Distinctions
Le film a été nommé pour quatre prix Goya.